# Кушто-Ключ
Кушто́-Ключ (рос. Кушто-Ключ) — присілок у складі Шарканського району Удмуртії, Росія.

## Населення
Населення — 41 особа (2010; 56 у 2002).
Національний склад станом на 2002:
- удмурти — 95 %

## Урбаноніми[3]
- вулиці — Клубна, Конанська, Нагірна